# میگوهای سلب
میگوهای سلب (نام علمی: Galatheacaris abyssalis) نام یک گونه از فروراسته میگوهای اصلی است.